# Trinitrotolueno
El trinitrotolueno (TNT) es un compuesto orgánico aromático cristalino de color amarillo pálido que funde a 81 °C. Es un compuesto químico explosivo y parte de varias mezclas explosivas, por ejemplo el amatol, que se obtiene mezclando TNT con nitrato de amonio. Se prepara por la nitración del tolueno
(C6H5CH3). Su fórmula química
C6H2(NO2)3CH3. 
En su forma refinada, el trinitrotolueno es bastante estable y, a diferencia de la nitroglicerina, es relativamente insensible a la fricción, a los golpes o a la agitación. Explosiona cuando recibe una energía de aproximadamente 6,86 julios. Su temperatura de explosión, cuando es anhidro, es de 470 °C. Esto significa que se debe utilizar un detonador.
Su explosión se produce según las siguientes reacciones:
C6H2(NO2)3CH3 → 6CO+2.5H2+1.5N2+C
C6H2(CH3)(CH2)2 → 6CO+0.5CH4+0.5H2+1.5N2
El análisis de los gases de la explosión es el siguiente: 
| Sustancia | Porcentaje |
| --------- | ---------- |
| CO2       | 3.7 %      |
| CO        | 70.5 %     |
| H2        | 1.7 %      |
| N2        | 19.9 %     |
| C         | 4.2 %      |

No reacciona con metales ni absorbe agua, por lo que es muy estable para almacenarlo durante largos periodos de tiempo, a diferencia de la dinamita.
Reacciona con álcalis formando compuestos inestables muy sensibles al calor y al impacto.

## Historia
El químico alemán Julius Bernhard Friedrich Adolph Wilbrand fabricó por primera vez TNT en 1863. Fue usado como colorante amarillo-ocre para teñir. Su potencialidad como explosivo no fue apreciada hasta después de varios años, sobre todo por ser más difícil su detonación en comparación con otros explosivos y por ser menos potente que otras alternativas. Entre sus ventajas, sin embargo, se encontraba la facilidad de licuarlo de forma segura utilizando vapor o agua caliente, pudiendo entonces ser introducido en forma líquida dentro de las vainas de los proyectiles de artillería. Es también tan estable que en 1910 fue retirado de la British Explosives Act 1875, perdiendo la consideración de explosivo a efectos de fabricación y almacenaje.
El ejército alemán lo adoptó para sus proyectiles de artillería en 1902. Los proyectiles antiblindaje explotaban después de haber penetrado en el interior de los principales buques de guerra británicos, mientras que los proyectiles británicos rellenos con lidita tendían a explotar al golpear los blindajes, malgastando gran parte de su energía en el exterior de los buques. Los británicos empezaron a emplearlo como sustituto de la lidita en 1907.
Debido a la alta demanda de explosivos en la Segunda Guerra Mundial, el TNT se mezclaba frecuentemente con un 40–80 % de nitrato de amonio, produciendo un explosivo denominado amatol. Aunque era prácticamente igual de potente que el TNT y mucho más barato, el Amatol tenía la ligera desventaja de ser higroscópico (tiene afinidad por absorber agua). Otra variación llamada minol, que consiste en amatol mezclado con aproximadamente un 20 % de polvo de aluminio, se utilizó por los británicos en las minas y como cargas de profundidad. Aunque hay disponibles bloques de TNT en diversos tamaños (250, 500, 1000 gramos) es más común encontrarlo en forma de mezclas con un porcentaje variable de TNT y una cierta cantidad de otros componentes. Algunos ejemplos de explosivos que contienen TNT son:
- Amatol
- Baratol
- Composición B
- Octol
- Pentolita
- Torpex
- Tritonal
- Ditonal

## Peligros para la salud humana
Potencialmente cancerígeno, afecta la reproducción.